# Prionostemma nigrithorax
Prionostemma nigrithorax is een hooiwagen uit de familie Sclerosomatidae.